# 7-й бомбардувальний авіаційний полк (СРСР)
7-й бомбардувальний авіаційний полк — авіаз'єднання Військово-повітряних сил СРСР, що існувало у 1966—1992 роках.

## Історія

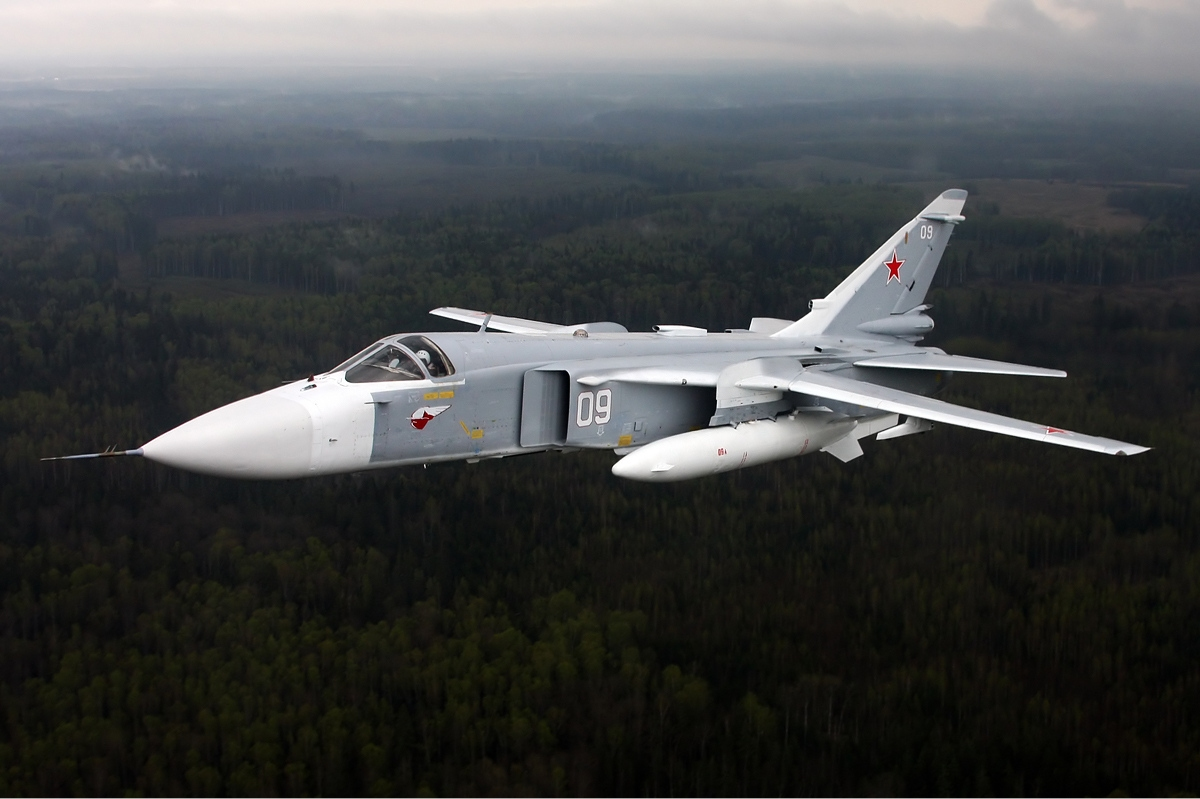
Бомбардувальник Су-24М

7-й бомбардувальний авіаційний полк був сформований в період з 26 березня по 1 червня 1966 року. Формування полку проводилось під керівництвом командира підполковника Олексія Бобкова та начальника штабу майора Василя Калугіна. У цей час на озброєнні частини перебували літаки Іл-28. 
За час свого існування авіаційний полк неодноразово змінював підпорядкування та зазнавав організаційно-штатних змін. 
У січні 1992 року, після розпаду СРСР, полк увійшов до складу Збройних сил України, і згодом був переформований як 7-ма бригада тактичної авіації.

## Оснащення
На озброєнні полку перебували літаки Іл-28, Су-24М і Су-24МР та навчально-тренувальними Л-39 «Альбатрос». 